# Y311 Søløven
Y311 Søløven er et dansk dykkerfartøj, der hører under Søværnets Dykkertjeneste. Enhedens primære opgave er uddannelse af militære og civile dykkere – herunder skibs-, mine- og overfladeforsynede dykkere. Om bord er der plads til de 9 faste besætningsmedlemmer, samt 20 passagerer. Skibet er udrustet med dykkerklokke, dykkerlederkontrolrum, fire varpeankre, trykkammer, hospital, nitroxanlæg, varmtvandsgenerator og luftbank.
Søløven deltager også i ammunitionsrydningsoperationer, som bortsprængning af bomber fra 2. verdenskrig ved Langeland i 2019, øvelserne Northern Coast (NOCO) og Baltic Operations (BALTOPS), samt fungerer som skoleplatform for kadetter fra Søværnets Officersskole.
I 2015 satte dykkerskibet rekord med dykning til 82,5 meters dybde, der betyder, at Søløven kan dække 90 % af de danske farvende i forbindelse med afsøgning af sorte bokse ved flystyrt eller lignende.

## Historie
Skibet er et modificeret fartøj af Flyvefisken-klassen benyttet af Søværnet. Skibet tilgik Søværnet i 1996 og hørte fra 2004 til 2010 under division 12 (patruljebådsdivisionen) i 1. Eskadre, hvor det fungerede som patruljefartøj og havde pennantnummeret P563. Skibet blev i perioden 2010-2011 ombygget til dykkerskib, hvor det overtog rollen som Søværnets dykkerskib fra Y307 Læsø (Barsø-klassen). I forbindelse med ombygningen har man fjernet gasturbinen, centerskruen, pansringen, ammunitionslast og containermoduler.
I alt har fem skibe båret navnet Søløven i dansk tjeneste:
- Søløven (torpedobåd, 1887-1919)
- S3 Søløven (torpedobåd, 1917-1947)
- P578 Søløven (minestryger, 1939-1959)
- P510 Søløven (torpedobåd, 1965-1990)
- P563 Søløven (patruljefartøj 1996-2010, ombygget til dykkerskib 2011-)